# The Sufferer & the Witness
| 전문가 평가          | 전문가 평가 |
| 평가 점수            | 평가 점수   |
| 출처                 | 점수        |
| -------------------- | ----------- |
| AbsolutePunk         | 84%         |
| AllMusic             | [ 2 ]       |
| Alternative Press    | [ 3 ]       |
| The A.V. Club        | B           |
| Entertainment Weekly | B+          |
| PopMatters           | [ 6 ]       |
| Rolling Stone        | [ 7 ]       |
| Spin                 | [ 8 ]       |
| Sputnikmusic         | [ 9 ]       |

《The Sufferer & the Witness》는 미국의 펑크 록 밴드 라이즈 어게인스트의 네 번째 스튜디오 음반으로, 2006년 7월 4일에 발매되었다. 멜로딕 하드코어 음반으로, 멜로디, 캐치한 훅, 빠른 템포에 중점을 둔 13개의 트랙으로 구성되어 있다. 사회적, 정치적 이슈와 자기 성찰의 개념이 서정적인 내용의 대부분을 차지한다.
《Siren Song of the Counter Culture》 (2004년) 프로듀서 가스 리처드슨에 불만을 품은 밴드 멤버들은 2003년 음반 《Revolutions per Minute》를 작업한 빌 스티븐슨과 제이슨 리버모어와 함께 다음 음반을 녹음하기로 결정했다. 《The Sufferer & the Witness》는 발매 첫 주에 48,327장의 판매고를 올렸으며, 미국을 포함한 7개국에서 차트에 올라 빌보드 200 차트 10위에 올랐다. 비평가들은 라이즈 어게인스트의 사운드가 성숙하면서도 펑크의 뿌리를 유지하는 능력에 대해 칭찬을 아끼지 않았다. 리뷰어들은 또한 가수 팀 매킬래스의 보컬과 스티븐슨와 리버모어의 프로듀싱을 강조했다.

## 배경
2004년 8월, 라이즈 어게인스트는 주요 음반사 데뷔 음반인 《Siren Song of the Counter Culture》를 발매했다. 이 음반은 미국에서 슬리퍼 히트를 기록했으며, 미국 음반 산업 협회로부터 골드 인증을 받아 50만 장의 출하량을 기록했다. 《Siren Song of the Counter Culture》의 성공은 주로 밴드의 전형적인 하드코어 일생의 작품과 극명하게 대조되는 어쿠스틱 발라드 〈Swing Life Away〉 덕분이었다. 음반 홍보를 위해 라이즈 어게인스트는 2005년 12월에 마무리된 광범위한 투어 일정을 시작했다. 다음 달, 밴드 멤버들은 다시 모여 네 번째 음반 《The Sufferer & the Witness》 작업을 시작했다.
《Siren Song of the Counter Culture》 녹음 세션 동안 밴드 멤버들은 프로듀서 가스 리처드슨의 기여에 불만을 품게 되었다. 그는 펑크 록의 음악적 배경을 완전히 이해하지 못했다. 리처드슨은 머드베인과 레이지 어게인스트 더 머신 같은 더 무거운 사운드의 밴드들과의 작업으로 더 잘 알려져 있었고, 그 결과 음반은 라이즈 어게인스트의 이전 원자재보다 더 세련되고 무겁게 들렸다. 녹음 세션을 괴롭혔던 수많은 방해와 불편함과 더불어 리드 보컬리스트 팀 매킬래스는 《Siren Song of the Counter Culture》를 "우리에게서 멀어진" 음반으로 여긴다. 《The Sufferer & the Witness》를 녹음할 때가 되자 밴드 멤버들은 2003년 음반 《Revolutions per Minute》을 프로듀싱한 빌 스티븐슨과 제이슨 리버모어에게 돌아가기로 결정했다. 멤버들은 이 음반을 녹음하는 동안 특히 스티븐슨과 강한 친밀감을 쌓았고, 스티븐슨은 매킬래스를 "음악적 소울 메이트"라고 표현했다.

## 곡 목록
모든 곡들은 라이즈 어게인스트에 의해 작사/작곡하였다.
| #   | 제목                      | 재생 시간 |
| --- | ------------------------- | --------- |
| 1.  | 〈Chamber the Cartridge〉 | 3:35      |
| 2.  | 〈Injection〉             | 3:19      |
| 3.  | 〈Ready to Fall〉         | 3:47      |
| 4.  | 〈Bricks〉                | 1:30      |
| 5.  | 〈Under the Knife〉       | 2:45      |
| 6.  | 〈Prayer of the Refugee〉 | 3:21      |
| 7.  | 〈Drones〉                | 3:01      |
| 8.  | 〈The Approaching Curve〉 | 3:44      |
| 9.  | 〈Worth Dying For〉       | 3:20      |
| 10. | 〈Behind Closed Doors〉   | 3:15      |
| 11. | 〈Roadside〉              | 3:21      |
| 12. | 〈The Good Left Undone〉  | 4:10      |
| 13. | 〈Survive〉               | 3:40      |

## 인증
| 국가                                                            | 인증     | 판매량/출하량 |
| --------------------------------------------------------------- | -------- | ------------- |
| 오스트레일리아 (ARIA)                                           | 골드     | 35,000^       |
| 캐나다 (뮤직 캐나다)                                            | 플래티넘 | 100,000^      |
| 독일 (BVMI)                                                     | 골드     | 100,000^      |
| 영국 (BPI)                                                      | 실버     | 60,000        |
| 미국 (RIAA)                                                     | 플래티넘 | 1,000,000     |
| 요약                                                            |          |               |
| ^출하량을 기반으로 한 인증 · 판매량+스트리밍을 기반으로 한 인증 |          |               |